# Nicolás Andereggen
Nicolás Andereggen (San Jerónimo Norte, Provincia de Santa Fe, Argentina; 22 de septiembre de 1999) es un futbolista argentino. Juega como delantero y su primer equipo fue Unión de Santa Fe. Actualmente milita en Ethnikos Achnas de la Primera División de Chipre.

## Trayectoria
Nacido en San Jerónimo Norte, Nicolás Andereggen se radicó en Santa Fe a los 13 años para sumarse a las inferiores de Unión. Luego de haber sido el goleador de la 8ª división de AFA, fue convocado para integrar el plantel de Reserva con tan solo 15 años.
Considerado una de las jóvenes promesas de las inferiores tatengues, tuvo su debut en Primera el 7 de noviembre de 2015 en la derrota de Unión 2-0 ante Estudiantes de La Plata: ese día ingresó a los 25 del ST en reemplazo de Juan Rivas y con apenas 16 años se convirtió en el jugador más joven en debutar con la camiseta rojiblanca. Rápidamente el club decidió firmarle su primer contrato profesional.
En 2019 fue cedido a préstamo por un año a FC Zürich de Suiza, donde tuvo un primer semestre en el que jugó mayormente en el equipo U21 que milita en la Promotion League y apenas pudo sumar algunos minutos con el primer equipo; ya para la segunda mitad del año, el club tomó la decisión de sacarlo de la plantilla principal y bajarlo definitivamente al segundo equipo. Aquí fue cuando convirtió el primer gol de su carrera, en la derrota 4-1 ante FC Black Stars.
Luego de su fallido paso por el fútbol suizo, a principios de 2020 regresó a Unión pero al no tener lugar en el plantel profesional fue prestado nuevamente, esta vez a Alvarado de Mar del Plata.

## Clubes
- Actualizado al 11 de mayo de 2025

| Club                   | Div.                | Temporada           | Liga | Liga | Copa Nacional | Copa Nacional | Copa Internacional | Copa Internacional | Total | Total |
| Club                   | Div.                | Temporada           | PJ   | G    | PJ            | G             | PJ                 | G                  | PJ    | G     |
| ---------------------- | ------------------- | ------------------- | ---- | ---- | ------------- | ------------- | ------------------ | ------------------ | ----- | ----- |
| Unión Argentina        | 1.ª                 | 2015                | 1    | 0    | 0             | 0             | -                  | -                  | 1     | 0     |
| Unión Argentina        | 1.ª                 | 2016                | 1    | 0    | 0             | 0             | -                  | -                  | 1     | 0     |
| Unión Argentina        | 1.ª                 | 2016/17             | 12   | 0    | 2             | 0             | -                  | -                  | 14    | 0     |
| Unión Argentina        | 1.ª                 | 2017/18             | 1    | 0    | 0             | 0             | -                  | -                  | 1     | 0     |
| Unión Argentina        | 1.ª                 | 2018/19             | 2    | 0    | 0             | 0             | -                  | -                  | 2     | 0     |
| Unión Argentina        | 1.ª                 | 2020                | -    | -    | 2             | 0             | 0                  | 0                  | 2     | 0     |
| Unión Argentina        | 1.ª                 | 2021                | 0    | 0    | 3             | 0             | -                  | -                  | 3     | 0     |
| Unión Argentina        | Total               | Total               | 17   | 0    | 7             | 0             | 0                  | 0                  | 24    | 0     |
| FC Zürich · Suiza      | 1.ª                 | 2018/19             | 1    | 0    | 0             | 0             | -                  | -                  | 1     | 0     |
| FC Zürich · Suiza      | Total               | Total               | 1    | 0    | 0             | 0             | -                  | -                  | 1     | 0     |
| FC Zürich U21 · Suiza  | 3.ª                 | 2018/19             | 10   | 0    | -             | -             | -                  | -                  | 10    | 0     |
| FC Zürich U21 · Suiza  | 3.ª                 | 2019/20             | 8    | 1    | -             | -             | -                  | -                  | 8     | 1     |
| FC Zürich U21 · Suiza  | Total               | Total               | 18   | 1    | -             | -             | -                  | -                  | 18    | 1     |
| Alvarado Argentina     | 2.ª                 | 2019/20             | 2    | 0    | -             | -             | -                  | -                  | 2     | 0     |
| Alvarado Argentina     | Total               | Total               | 2    | 0    | -             | -             | -                  | -                  | 2     | 0     |
| Ierapetra · Grecia     | 2.ª                 | 2021/22             | 27   | 12   | 1             | 1             | -                  | -                  | 28    | 13    |
| Ierapetra · Grecia     | 2.ª                 | 2022/23             | 7    | 3    | 2             | 0             | -                  | -                  | 9     | 3     |
| Ierapetra · Grecia     | Total               | Total               | 34   | 15   | 3             | 1             | -                  | -                  | 37    | 16    |
| Kifisia · Grecia       | 2.ª                 | 2022/23             | 17   | 2    | -             | -             | -                  | -                  | 17    | 2     |
| Kifisia · Grecia       | 1.ª                 | 2023/24             | 17   | 0    | 3             | 1             | -                  | -                  | 20    | 1     |
| Kifisia · Grecia       | Total               | Total               | 34   | 2    | 3             | 1             | -                  | -                  | 37    | 3     |
| Ethnikos Achnas Chipre | 1.ª                 | 2024/25             | 33   | 11   | 2             | 1             | -                  | -                  | 35    | 12    |
| Ethnikos Achnas Chipre | Total               | Total               | 33   | 11   | 2             | 1             | -                  | -                  | 35    | 12    |
| Total en su carrera    | Total en su carrera | Total en su carrera | 139  | 29   | 15            | 3             | 0                  | 0                  | 154   | 32    |

## Palmarés

### Campeonatos nacionales
| Título            | Club    | País   | Año  |
| ----------------- | ------- | ------ | ---- |
| Segunda Superliga | Kifisia | Grecia | 2023 |